# Saint-Florentin, Indre
Saint-Florentin är en kommun i departementet Indre i regionen Centre-Val de Loire i de centrala delarna av Frankrike. Kommunen ligger i kantonen Vatan som tillhör arrondissementet Issoudun. År 2022 hade Saint-Florentin 508 invånare.

## Befolkningsutveckling
Antalet invånare i kommunen Saint-Florentin
Referens:INSEE